# دير درنكة
قرية دير درنكة هي إحدى القرى التابعة لمركز أسيوط في محافظة أسيوط في جمهورية مصر العربية. حسب إحصاءات سنة 2006، بلغ إجمالي السكان في دير درنكة 3370 نسمة، منهم 1776 رجل و1594 امرأة.